# Bayer 04 Leverkusen Fußball 2005-2006
Questa voce raccoglie le informazioni riguardanti il Bayer 04 Leverkusen Fußball nelle competizioni ufficiali della stagione 2005-2006.

## Stagione
Nella stagione 2005-2006, il Bayer Leverkusen si è classificato al quinto posto in Bundesliga,  qualificandosi per la successiva edizione della Coppa UEFA. È stato eliminato nel secondo turno di Coppa di Germania.
In Coppa UEFA è stato eliminato al primo turno, per opera del CSKA Sofia.
Nei mondiali di Germania 2006,giocati al termine della stagione, vennero convocati nelle rispettive nazionali i seguenti giocatori: Jens Nowotny e Bernd Schneider per la Germania, Juan per il Brasile, Jacek Krzynówek per la Polonia, Fredrik Stenman per la Svezia, Marko Babić per la Croazia, Tranquillo Barnetta per la Svizzera, Assimiou Touré per il Togo ed Andrij Voronin per l'Ucraina.

## Maglie e sponsor
Lo sponsor che compare sulle maglie della società è RWE società di fornitura energetica.
Lo sponsor tecnico è il marchio Tedesco Adidas.
| Casa Maglia | Casa Alternativa | Trasferta Maglia | Terza Maglia |

## Rosa
| N. |                     | Ruolo | Calciatore          |
| -- | ------------------- | ----- | ------------------- |
| 1  | Germania (bandiera) | P     | Hans-Jörg Butt      |
| 2  | Svezia (bandiera)   | D     | Fredrik Stenman     |
| 3  | Brasile (bandiera)  | D     | Roque Júnior        |
| 4  | Brasile (bandiera)  | D     | Juan                |
| 5  | Germania (bandiera) | D     | Jens Nowotny        |
| 6  | Germania (bandiera) | C     | Simon Rolfes        |
| 7  | Svizzera (bandiera) | C     | Tranquillo Barnetta |
| 8  | Polonia (bandiera)  | C     | Jacek Krzynówek     |
| 9  | Bulgaria (bandiera) | A     | Dimităr Berbatov    |
| 10 | Germania (bandiera) | C     | Paul Freier         |
| 12 | Ucraina (bandiera)  | A     | Andrij Voronin      |
| 13 | Brasile (bandiera)  | D     | Athirson            |
| 14 | Croazia (bandiera)  | A     | Josip Tadić         |
| 17 | Germania (bandiera) | D     | Clemens Fritz       |

| N. |                      | Ruolo | Calciatore                 |
| -- | -------------------- | ----- | -------------------------- |
| 19 | Croazia (bandiera)   | C     | Marko Babić                |
| 20 | Germania (bandiera)  | P     | Benedikt Fernandez         |
| 22 | Germania (bandiera)  | P     | René Adler                 |
| 23 | Algeria (bandiera)   | D     | Ahmed Madouni              |
| 25 | Germania (bandiera)  | C     | Bernd Schneider            |
| 26 | Rep. Ceca (bandiera) | A     | Michal Papadopulos         |
| 27 | Spagna (bandiera)    | C     | Gonzalo Castro             |
| 28 | Germania (bandiera)  | C     | Carsten Ramelow            |
| 29 | Germania (bandiera)  | D     | Jan-Ingwer Callsen-Bracker |
| 32 | Germania (bandiera)  | C     | Pierre De Wit              |
| 33 | Turchia (bandiera)   | C     | Ali Çamdalı                |
| 34 | Italia (bandiera)    | D     | Cataldo Cozza              |
| 40 | Germania (bandiera)  | C     | Timo Röttger               |
| 44 | Germania (bandiera)  | D     | Thomas Hübener             |

## Organigramma societario
Area tecnica
- Allenatore: Michael Skibbe
- Allenatore in seconda: Peter Hermann
- Preparatore dei portieri: Rüdiger Vollborn
- Preparatori atletici: Holger Broich

## Calciomercato

### Sessione estiva
| Acquisti | Acquisti            | Acquisti               | Acquisti |
| R.       | Nome                | da                     | Modalità |
| -------- | ------------------- | ---------------------- | -------- |
| A        | Danko Lazović       | Feyenoord              |          |
| D        | Athirson            | Cruzeiro               |          |
| C        | Tranquillo Barnetta | Hannover 96            |          |
| D        | Ahmed Madouni       | Borussia Dortmund      |          |
| C        | Simon Rolfes        | Alemannia Aquisgrana   |          |
| A        | René Schnitzler     | Borussia M'gladbach II |          |
| A        | Josip Tadić         | Osijek                 |          |

| Cessioni | Cessioni         | Cessioni            | Cessioni |
| R.       | Nome             | da                  | Modalità |
| -------- | ---------------- | ------------------- | -------- |
| A        | França           | Kashiwa Reysol      |          |
| C        | Daniel Bierofka  | Stoccarda           |          |
| C        | Domenico Cozza   | Coblenza            |          |
| C        | Oliver Dittrich  | Union Solingen      |          |
| P        | Maurice Gillen   | Germania Windeck    |          |
| C        | Sezer Öztürk     | Beerschot           |          |
| D        | Diego Placente   | Celta Vigo          |          |
| C        | Robson Ponte     | Urawa Reds          |          |
| D        | Marius Schultens | Bayer Leverkusen II |          |

### Sessione invernale
| Acquisti | Acquisti           | Acquisti      | Acquisti |
| R.       | Nome               | da            | Modalità |
| -------- | ------------------ | ------------- | -------- |
| A        | Michal Papadopulos | Baník Ostrava |          |
| D        | Fredrik Stenman    | Djurgården    |          |

| Cessioni | Cessioni        | Cessioni               | Cessioni |
| R.       | Nome            | da                     | Modalità |
| -------- | --------------- | ---------------------- | -------- |
| A        | Danko Lazović   | Partizan               |          |
| D        | Sascha Dum      | Alemannia Aquisgrana   |          |
| A        | René Schnitzler | Borussia M'gladbach II |          |
| P        | Tom Starke      | Paderborn              |          |

## Risultati

### Bundesliga

#### Girone di andata
| Arbitro: | Meyer |

|            |           |                                                      |
| Vasoski 7’ | Marcatori | 24’ Berbatov 48’ Voronin 55’ Schneider 59’ Krzynówek |

| Arbitro: | Merk |

|                               |           |                                            |
| Berbatov 32’ (rig.) Babić 82’ | Marcatori | 3’ Ballack 11’, 57’, 60’ Makaay 35’ Karimi |

| Arbitro: | Sippel |

|                            |           |              |
| D'Alessandro 39’ Thiam 53’ | Marcatori | 22’ Berbatov |

| Arbitro: | Stark |

|              |           |            |
| Berbatov 73’ | Marcatori | 85’ Larsen |

| Arbitro: | Weiner |

|            |           |                                    |
| Lavrič 30’ | Marcatori | 36’ Juan 40’ Berbatov 88’ Athirson |

| Arbitro: | Meyer |

|                        |           |            |
| Voronin 23’ Rolfes 66’ | Marcatori | 76’ Helmes |

| Arbitro: | Merk |

|                       |           |            |
| Klose 46’ Klasnić 76’ | Marcatori | 54’ Rolfes |

| Arbitro: | Gagelmann |

|             |           |            |
| Voronin 84’ | Marcatori | 60’ Boakye |

| Arbitro: | Brych |

|                                 |           |              |
| Ruman 55’, 74’ Thurk 60’ (rig.) | Marcatori | 78’ Barnetta |

| Arbitro: | Perl |

|              |           |                    |
| Barnetta 56’ | Marcatori | 72’ (rig.) Ljuboja |

| Arbitro: | Fleischer |

|                           |           |                          |
| Engelhardt 31’ Göktan 89’ | Marcatori | 38’ Barnetta 70’ Voronin |

| Arbitro: | Merk |

|                            |           |            |
| Juan 33’ Kringe 85’ (aut.) | Marcatori | 68’ Ricken |

| Arbitro: | Wack |

|              |           |           |
| Polański 14’ | Marcatori | 4’ Rolfes |

| Arbitro: | Stark |

|  |           |             |
|  | Marcatori | 82’ Jarolím |

| Arbitro: | Kircher |

|              |           |                         |
| Berbatov 22’ | Marcatori | 58’ Baştürk 64’ Paraíba |

| Arbitro: | Kinhöfer |

|             |           |               |
| Schroth 29’ | Marcatori | 45’ Schneider |

| Leverkusen 17 dicembre 2005, ore 15:30 CET 17ª giornata | Bayer Leverkusen | 0 – 0 referto | Hannover 96 | BayArena (22 500 spett.)\| Arbitro: \| Drees \| |
| Arbitro:                                                | Drees            |               |             |                                                 |

#### Girone di ritorno
| Arbitro: | Fandel |

|                            |           |                |
| Freier 67’ Butt 72’ (rig.) | Marcatori | 41’ Amanatidīs |

| Arbitro: | Rafati |

|             |           |  |
| Ballack 35’ | Marcatori |  |

| Arbitro: | Brych |

|                                                     |           |  |
| Berbatov 43’ Barnetta 54’ Schneider 70’ Madouni 74’ | Marcatori |  |

| Arbitro: | Meyer |

|                                                                                |           |                                             |
| Larsen 8’, 62’ Krstajić 16’ Bajramović 33’ Kurányi 54’ Lincoln 75’ Asamoah 80’ | Marcatori | 39’, 63’ Voronin 49’ Berbatov 69’ Krzynówek |

| Arbitro: | Perl |

|                                    |           |                 |
| Freier 6’ Barnetta 8’ Berbatov 85’ | Marcatori | 42’, 64’ Lavrič |

| Arbitro: | Kinhöfer |

|  |           |                                        |
|  | Marcatori | 67’ Berbatov 69’ Voronin 82’ Krzynówek |

| Arbitro: | Fandel |

|              |           |                  |
| Berbatov 41’ | Marcatori | 3’ (rig.) Frings |

| Arbitro: | Merk |

|            |           |  |
| Đalović 5’ | Marcatori |  |

| Arbitro: | Fleischer |

|            |           |                |
| Freier 85’ | Marcatori | 34’, 64’ Zidan |

| Arbitro: | Wack |

|  |           |                         |
|  | Marcatori | 28’ Freier 87’ Berbatov |

| Arbitro: | Brych |

|                                                            |           |             |
| Barnetta 9’ Berbatov 37’ (rig.), 61’, 90’ (rig.) Fritz 85’ | Marcatori | 63’ Pletsch |

| Arbitro: | Perl |

|              |           |                         |
| Brzenska 27’ | Marcatori | 22’ Berbatov 50’ Freier |

| Arbitro: | Rafati |

|                 |           |              |
| Rolfes 11’, 84’ | Marcatori | 48’ Neuville |

| Arbitro: | Wagner |

|  |           |                      |
|  | Marcatori | 8’ Rolfes 77’ Freier |

| Arbitro: | Merk |

|             |           |                                                     |
| Paraíba 41’ | Marcatori | 5’ Juan 27’, 28’ Berbatov 63’ Ramelow 76’ Schneider |

| Arbitro: | Fandel |

|                          |           |                        |
| Berbatov 49’, 90’ (rig.) | Marcatori | 36’ Mnari 90’ Kießling |

| Arbitro: | Wack |

|                            |           |                         |
| Mertesacker 14’ Jankov 52’ | Marcatori | 16’ Rolfes 39’ Berbatov |

### Coppa di Germania
| Arbitro: | Schößling |

|  |           |                                                                                |
|  | Marcatori | 15’ Athirson 26’ Berbatov 38’, 89’ Schneider 57’ Voronin 68’, 75’, 78’ Lazović |

| Arbitro: | Weiner |

|                                   |           |                  |
| Buyten 55’ Barbarez 62’ Wicky 84’ | Marcatori | 3’, 81’ Berbatov |

### Coppa di Lega
| Arbitro: | Gräfe |

|             |           |  |
| Klasnić 19’ | Marcatori |  |

### Coppa UEFA
| Arbitro: | Gumienny |

|  |           |             |
|  | Marcatori | 15’ Todorov |

| Arbitro: | Berntsen |

|             |           |  |
| Hdiouad 66’ | Marcatori |  |

## Statistiche

### Statistiche di squadra
| Competizione      | Punti | In casa | In casa | In casa | In casa | In casa | In casa | In trasferta | In trasferta | In trasferta | In trasferta | In trasferta | In trasferta | Totale | Totale | Totale | Totale | Totale | Totale | DR  |
| Competizione      | Punti | G       | V       | N       | P       | Gf      | Gs      | G            | V            | N            | P            | Gf           | Gs           | G      | V      | N      | P      | Gf     | Gs     | DR  |
| ----------------- | ----- | ------- | ------- | ------- | ------- | ------- | ------- | ------------ | ------------ | ------------ | ------------ | ------------ | ------------ | ------ | ------ | ------ | ------ | ------ | ------ | --- |
| Bundesliga        | 52    | 17      | 7       | 6       | 4       | 30      | 23      | 17           | 7            | 4            | 6            | 34           | 26           | 34     | 14     | 10     | 10     | 64     | 49     | +15 |
| Coppa di Germania | -     | 0       | 0       | 0       | 0       | 0       | 0       | 2            | 1            | 0            | 1            | 10           | 3            | 2      | 1      | 0      | 1      | 10     | 3      | +7  |
| Coppa di Lega     | -     | 0       | 0       | 0       | 0       | 0       | 0       | 1            | 0            | 0            | 1            | 0            | 1            | 1      | 0      | 0      | 1      | 0      | 1      | -1  |
| Coppa UEFA        | -     | 1       | 0       | 0       | 1       | 0       | 1       | 1            | 0            | 0            | 1            | 0            | 1            | 2      | 0      | 0      | 2      | 0      | 2      | -2  |
| Totale            | 52    | 18      | 7       | 6       | 5       | 30      | 24      | 21           | 8            | 4            | 9            | 44           | 31           | 39     | 15     | 10     | 14     | 74     | 55     | +19 |

### Andamento in campionato
| Giornata  | 1 | 2 | 3  | 4  | 5 | 6 | 7 | 8 | 9  | 10 | 11 | 12 | 13 | 14 | 15 | 16 | 17 | 18 | 19 | 20 | 21 | 22 | 23 | 24 | 25 | 26 | 27 | 28 | 29 | 30 | 31 | 32 | 33 | 34 |
| --------- | - | - | -- | -- | - | - | - | - | -- | -- | -- | -- | -- | -- | -- | -- | -- | -- | -- | -- | -- | -- | -- | -- | -- | -- | -- | -- | -- | -- | -- | -- | -- | -- |
| Luogo     | T | C | T  | C  | T | C | T | C | T  | C  | T  | C  | T  | C  | C  | T  | C  | C  | T  | C  | T  | C  | T  | C  | T  | C  | T  | C  | T  | C  | T  | T  | C  | T  |
| Risultato | V | P | P  | N  | V | V | P | N | P  | N  | N  | V  | N  | P  | P  | N  | N  | V  | P  | V  | P  | V  | V  | N  | P  | P  | V  | V  | V  | V  | V  | V  | N  | N  |
| Posizione | 2 | 8 | 10 | 12 | 7 | 5 | 8 | 8 | 10 | 10 | 11 | 9  | 9  | 10 | 12 | 11 | 12 | 10 | 10 | 10 | 10 | 10 | 6  | 7  | 8  | 10 | 8  | 6  | 6  | 5  | 5  | 5  | 5  | 5  |

Legenda:

Luogo: C = Casa; T = Trasferta. Risultato: V = Vittoria; N = Pareggio; P = Sconfitta.

### Statistiche dei giocatori
| Giocatore          | Bundesliga | Bundesliga | Bundesliga  | Bundesliga | Coppa di Germania | Coppa di Germania | Coppa di Germania | Coppa di Germania | Coppa di Lega | Coppa di Lega | Coppa di Lega | Coppa di Lega | Coppa UEFA | Coppa UEFA | Coppa UEFA  | Coppa UEFA | Totale   | Totale | Totale      | Totale     |
| Giocatore          | Presenze   | Reti       | Ammonizioni | Espulsioni | Presenze          | Reti              | Ammonizioni       | Espulsioni        | Presenze      | Reti          | Ammonizioni   | Espulsioni    | Presenze   | Reti       | Ammonizioni | Espulsioni | Presenze | Reti   | Ammonizioni | Espulsioni |
| ------------------ | ---------- | ---------- | ----------- | ---------- | ----------------- | ----------------- | ----------------- | ----------------- | ------------- | ------------- | ------------- | ------------- | ---------- | ---------- | ----------- | ---------- | -------- | ------ | ----------- | ---------- |
| R. Adler           | 0          | 0          | 0           | 0          | 0                 | 0                 | 0                 | 0                 | 0             | 0             | 0             | 0             | 0          | 0          | 0           | 0          | 0        | 0      | 0           | 0          |
| A. Athirson        | 18         | 1          | 3           | 0          | 2                 | 1                 | 0                 | 0                 | 1             | 0             | 0             | 0             | 2          | 0          | 0           | 0          | 23       | 2      | 3           | 0          |
| M. Babić           | 27         | 1          | 4           | 1          | 1                 | 0                 | 0                 | 0                 | 1             | 0             | 0             | 0             | 2          | 0          | 0           | 0          | 31       | 1      | 4           | 1          |
| T. Barnetta        | 31         | 6          | 5           | 0          | 1                 | 0                 | 0                 | 0                 | 1             | 0             | 0             | 0             | 2          | 0          | 0           | 0          | 35       | 6      | 5           | 0          |
| D. Berbatov        | 34         | 21         | 3           | 0          | 2                 | 3                 | 0                 | 0                 | 1             | 0             | 0             | 0             | 2          | 0          | 0           | 0          | 39       | 24     | 3           | 0          |
| H. Butt            | 34         | 1          | 1           | 0          | 2                 | 0                 | 0                 | 0                 | 1             | 0             | 0             | 0             | 2          | 0          | 0           | 0          | 39       | 1      | 1           | 0          |
| J. Callsen-Bracker | 1          | 0          | 0           | 0          | 0                 | 0                 | 0                 | 0                 | 1             | 0             | 0             | 0             | 0          | 0          | 0           | 0          | 2        | 0      | 0           | 0          |
| G. Castro          | 21         | 0          | 4           | 0          | 2                 | 0                 | 0                 | 0                 | 1             | 0             | 0             | 0             | 2          | 0          | 1           | 0          | 26       | 0      | 5           | 0          |
| C. Cozza           | 0          | 0          | 0           | 0          | 0                 | 0                 | 0                 | 0                 | 0             | 0             | 0             | 0             | 0          | 0          | 0           | 0          | 0        | 0      | 0           | 0          |
| P. De Wit          | 0          | 0          | 0           | 0          | 0                 | 0                 | 0                 | 0                 | 0             | 0             | 0             | 0             | 0          | 0          | 0           | 0          | 0        | 0      | 0           | 0          |
| S. Dum             | 1          | 0          | 1           | 0          | 0                 | 0                 | 0                 | 0                 | 0             | 0             | 0             | 0             | 0          | 0          | 0           | 0          | 1        | 0      | 1           | 0          |
| B. Fernandez       | 0          | 0          | 0           | 0          | 0                 | 0                 | 0                 | 0                 | 0             | 0             | 0             | 0             | 0          | 0          | 0           | 0          | 0        | 0      | 0           | 0          |
| F. França          | 0          | 0          | 0           | 0          | 0                 | 0                 | 0                 | 0                 | 1             | 0             | 0             | 0             | 0          | 0          | 0           | 0          | 1        | 0      | 0           | 0          |
| P. Freier          | 29         | 6          | 5           | 0          | 2                 | 0                 | 0                 | 0                 | 0             | 0             | 0             | 0             | 1          | 0          | 0           | 0          | 32       | 6      | 5           | 0          |
| C. Fritz           | 29         | 1          | 2           | 0          | 1                 | 0                 | 0                 | 0                 | 0             | 0             | 0             | 0             | 2          | 0          | 1           | 0          | 32       | 1      | 3           | 0          |
| T. Hübener         | 0          | 0          | 0           | 0          | 0                 | 0                 | 0                 | 0                 | 0             | 0             | 0             | 0             | 0          | 0          | 0           | 0          | 0        | 0      | 0           | 0          |
| J. Juan            | 30         | 3          | 6           | 0          | 1                 | 0                 | 0                 | 0                 | 0             | 0             | 0             | 0             | 1          | 0          | 0           | 0          | 32       | 3      | 6           | 0          |
| R. Junior          | 15         | 0          | 2           | 1          | 2                 | 0                 | 0                 | 0                 | 0             | 0             | 0             | 0             | 2          | 0          | 1           | 0          | 19       | 0      | 3           | 1          |
| J. Krzynówek       | 21         | 3          | 0           | 0          | 1                 | 0                 | 0                 | 0                 | 1             | 0             | 0             | 0             | 1          | 0          | 0           | 0          | 24       | 3      | 0           | 0          |
| D. Lazović         | 9          | 0          | 0           | 0          | 1                 | 3                 | 0                 | 0                 | 0             | 0             | 0             | 0             | 1          | 0          | 0           | 0          | 11       | 3      | 0           | 0          |
| A. Madouni         | 14         | 1          | 1           | 0          | 2                 | 0                 | 0                 | 0                 | 1             | 0             | 0             | 0             | 0          | 0          | 0           | 0          | 17       | 1      | 1           | 0          |
| J. Nowotny         | 14         | 0          | 3           | 0          | 0                 | 0                 | 0                 | 0                 | 0             | 0             | 0             | 0             | 0          | 0          | 0           | 0          | 14       | 0      | 3           | 0          |
| M. Papadopulos     | 5          | 0          | 0           | 0          | 0                 | 0                 | 0                 | 0                 | 0             | 0             | 0             | 0             | 0          | 0          | 0           | 0          | 5        | 0      | 0           | 0          |
| C. Ramelow         | 25         | 1          | 8           | 0          | 1                 | 0                 | 0                 | 0                 | 1             | 0             | 0             | 0             | 2          | 0          | 0           | 0          | 29       | 1      | 8           | 0          |
| S. Rolfes          | 32         | 7          | 4           | 0          | 2                 | 0                 | 0                 | 0                 | 1             | 0             | 0             | 0             | 2          | 0          | 0           | 0          | 37       | 7      | 4           | 0          |
| T. Röttger         | 0          | 0          | 0           | 0          | 0                 | 0                 | 0                 | 0                 | 0             | 0             | 0             | 0             | 0          | 0          | 0           | 0          | 0        | 0      | 0           | 0          |
| B. Schneider       | 29         | 4          | 4           | 1          | 2                 | 2                 | 1                 | 0                 | 1             | 0             | 0             | 0             | 2          | 0          | 0           | 0          | 34       | 6      | 5           | 1          |
| R. Schnitzler      | 0          | 0          | 0           | 0          | 0                 | 0                 | 0                 | 0                 | 0             | 0             | 0             | 0             | 0          | 0          | 0           | 0          | 0        | 0      | 0           | 0          |
| T. Starke          | 0          | 0          | 0           | 0          | 0                 | 0                 | 0                 | 0                 | 0             | 0             | 0             | 0             | 0          | 0          | 0           | 0          | 0        | 0      | 0           | 0          |
| F. Stenman         | 15         | 0          | 2           | 0          | 0                 | 0                 | 0                 | 0                 | 0             | 0             | 0             | 0             | 0          | 0          | 0           | 0          | 15       | 0      | 2           | 0          |
| J. Tadić           | 1          | 0          | 0           | 0          | 0                 | 0                 | 0                 | 0                 | 0             | 0             | 0             | 0             | 0          | 0          | 0           | 0          | 1        | 0      | 0           | 0          |
| A. Voronin         | 29         | 7          | 6           | 0          | 2                 | 1                 | 0                 | 0                 | 1             | 0             | 1             | 0             | 2          | 0          | 1           | 0          | 34       | 8      | 8           | 0          |
| A. Çamdalı         | 0          | 0          | 0           | 0          | 0                 | 0                 | 0                 | 0                 | 0             | 0             | 0             | 0             | 0          | 0          | 0           | 0          | 0        | 0      | 0           | 0          |